# 930

## مواليد
- علي بن عباس الأهوازي
- ليودولف، دوق شوابيا

## وفيات
- سنة 930 هـ الموافق 1523 م توفي العلامة المؤرخ أبو البركات محمد بن إياس المولود سنة 852 هـ، صاحب كتاب بدائع الزهور في وقائع الدهور.[1]